# Zaręby Kościelne
Zaręby Kościelne is een dorp in de Poolse woiwodschap Mazovië. De plaats maakt deel uit van de gemeente Zaręby Kościelne en telt 660 inwoners.

## Verkeer en vervoer
- Station Zaręby Kościelne